# باينيدا دي مار (برشلونة)
بلدية بينيدا دي مار (بالكاتالانية: Pineda de Mar) هي إحدى بلديات مقاطعة برشلونة، والتي تقع في منطقة كاتالونيا، شرق إسبانيا.
يبلغ عدد سكانها 25.568 نسمة وفقاً لإحصائية سنة (2007).

## معرض صور

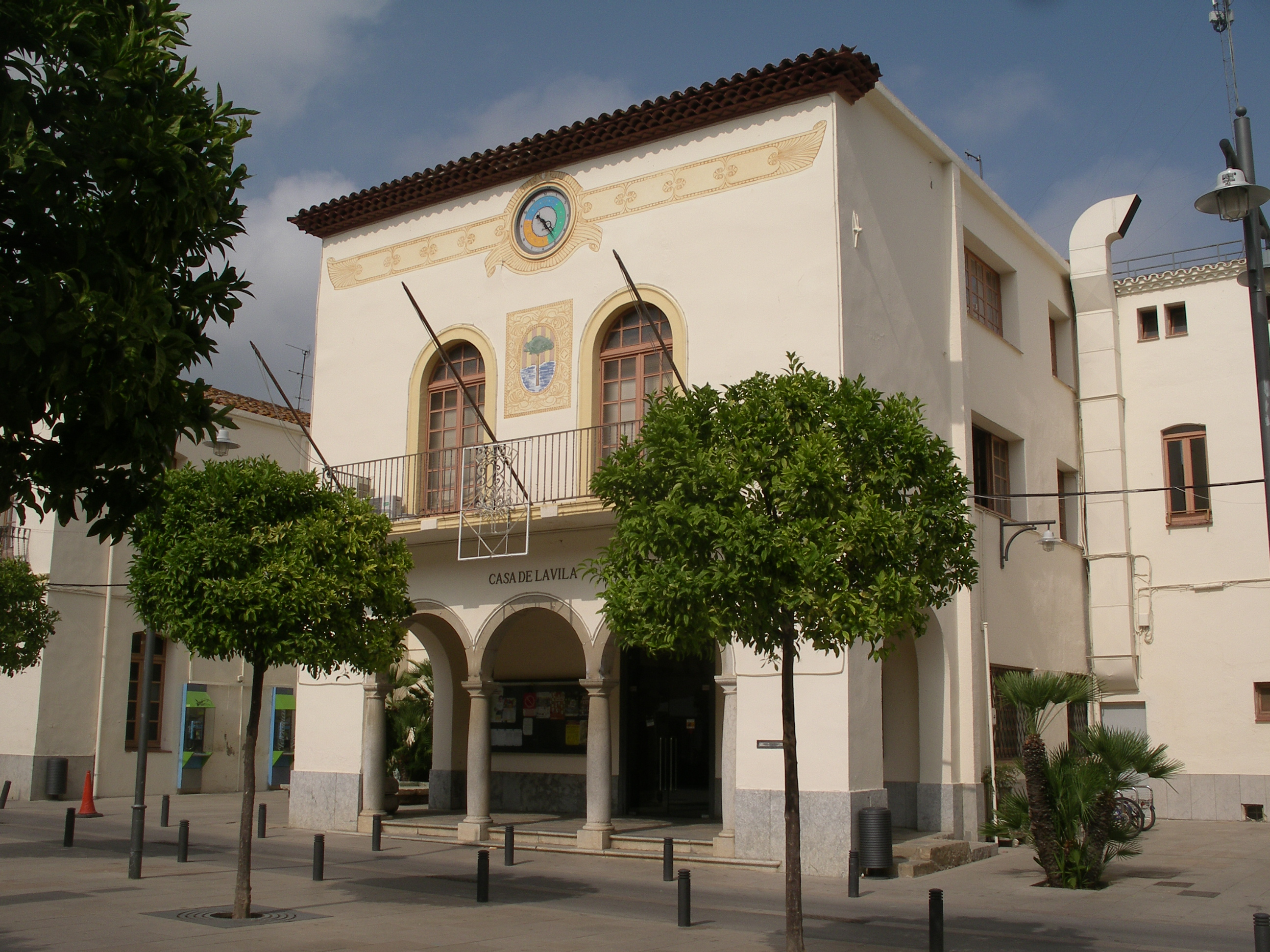
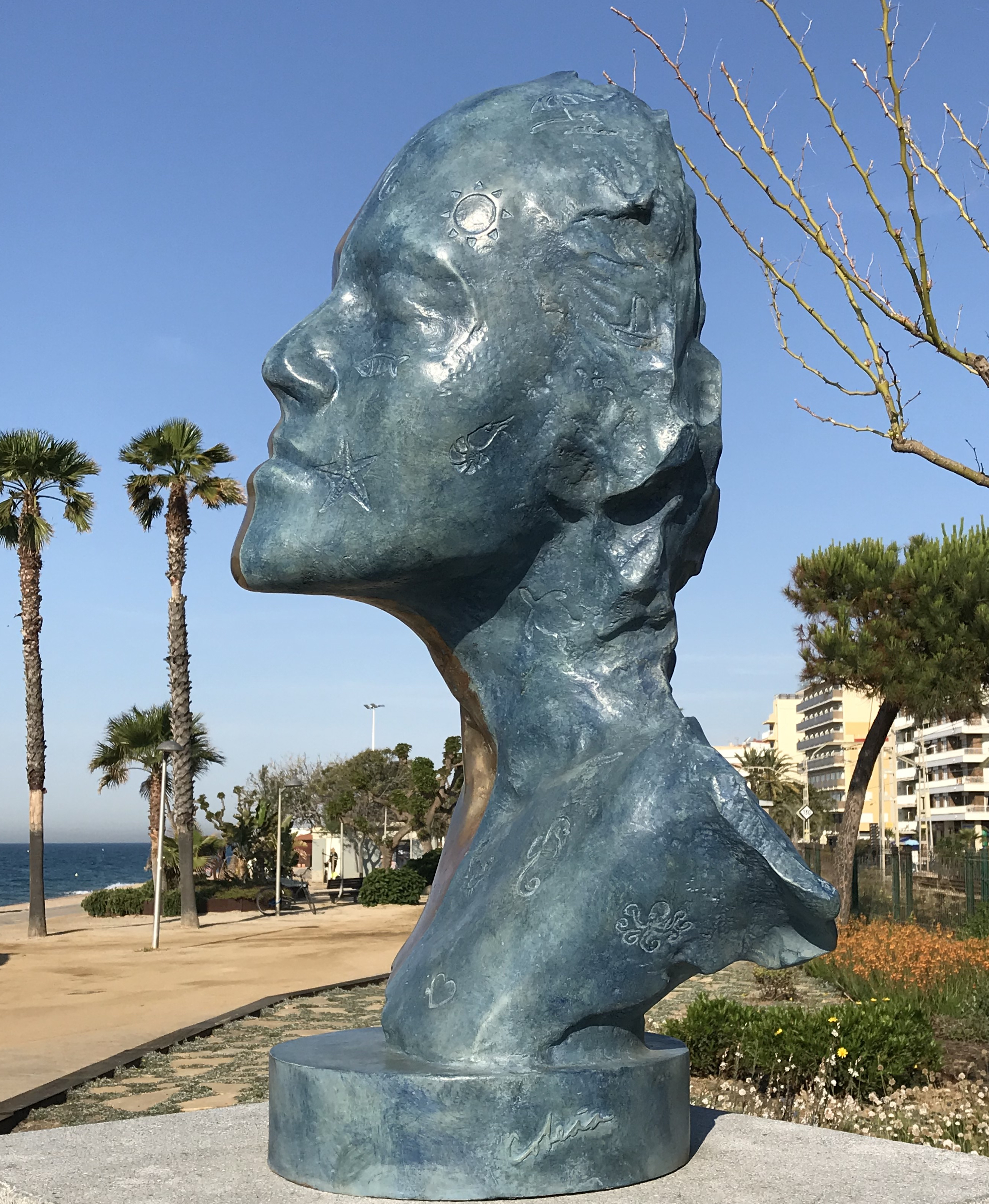
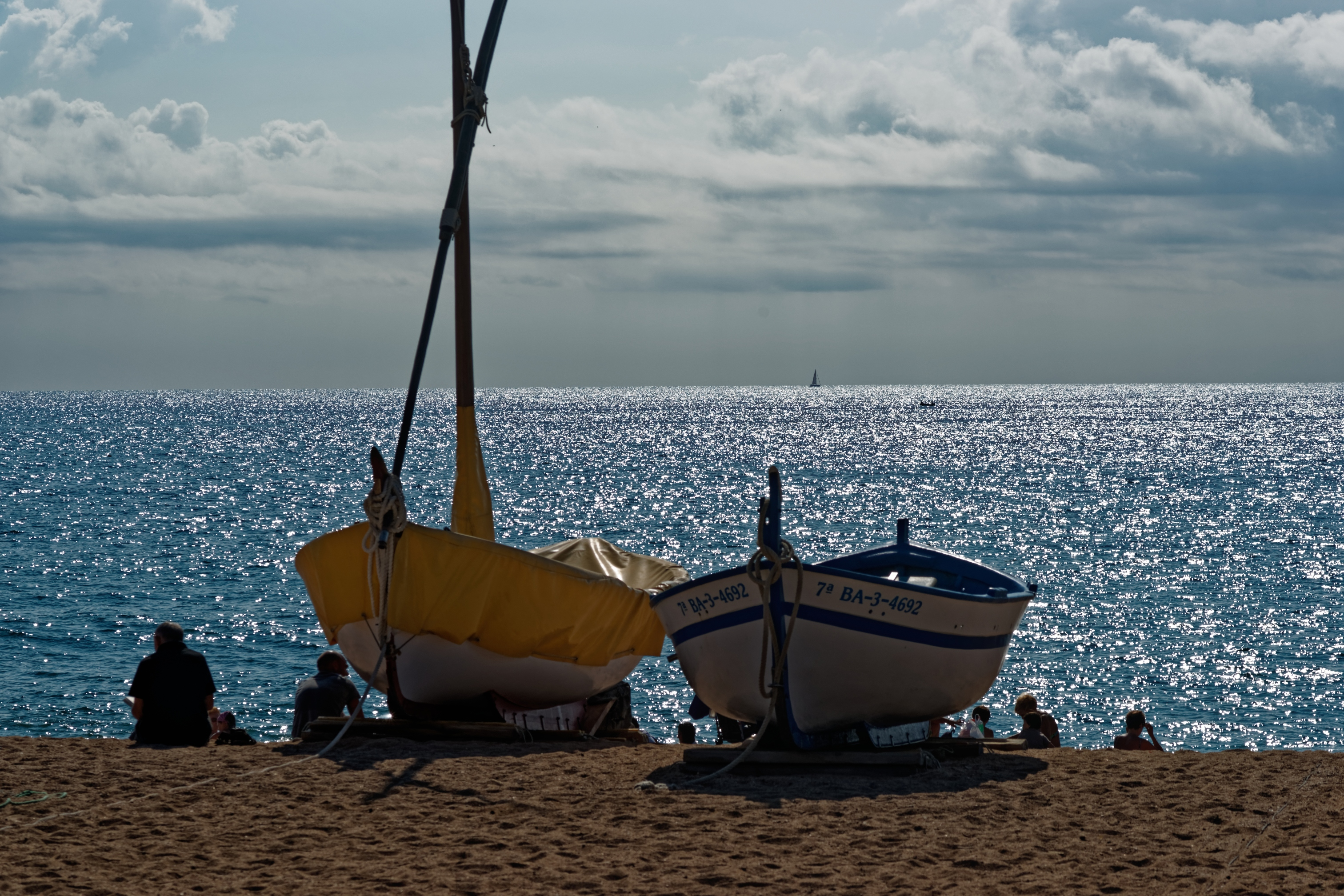

## أعلام
- فرانسيسكو بوسكتو